# Đức tại Thế vận hội Mùa hè 1896
Đức tham dự Thế vận hội Mùa hè 1896 tại Athena, Hy Lạp. Người Đức rất thành công vì đứng thứ ba trong tổng số huy chương vàng (6 tính thêm 1 vì nằm trong đội hỗn hợp) và toàn bộ số huy cương (13). Thể dục dụng cụ là môn Đức rất xuất sắc. Đội tuyển Đức có 75 phiếu vào cho 26 cuộc thi (48 trong số đó cho cuộc thi thể dục dụng cụ), giành được 13 huy chương.

## Huy chương

### Vàng
- Alfred Flatow - thể dục dụng cụ, xà kép
- Carl Schuhmann - thể dục dụng cụ, ngựa gỗ
- Carl Schuhmann - cử tạ, Hy Lạp-La Mã
- Hermann Weingärtner - thể dục dụng cụ, xà đơn
- Fritz Hoffmann (đội trưởng), Konrad Böcker, Alfred Flatow, Gustav Flatow, Georg Hillmar, Fritz Manteuffel, Karl Neukirch, Richard Röstel, Gustav Schuft, Carl Schuhmann, và Hermann Weingärtner - thể dục dụng cụ, xà kép đồng đội
- Fritz Hoffmann (đội trưởng), Konrad Böcker, Alfred Flatow, Gustav Flatow, Georg Hillmar, Fritz Manteuffel, Karl Neukirch, Richard Röstel, Gustav Schuft, Carl Schuhmann, và Hermann Weingärtner - thể dục dụng cụ, xà đơn đồng đội

### Bạc
- Alfred Flatow - thể dục dụng cụ, xà đơn
- August von Gödrich - xe đạo, road race
- Fritz Hoffmann - điền kinh, 100 m
- Hermann Weingärtner - thể dục dụng cụ, ngựa tay quay
- Hermann Weingärtner - thể dục dụng cụ, vòng treo

### Đồng
- Fritz Hoffmann - thể dục dụng cụ, lep dây
- Hermann Weingärtner - thể dục dụng cụ, ngựa gỗ

## Điền kinh
Huy chương bạc của Hoffmann tron giải 100 m là chiếc huy chương duy nhất thắng bởi vận động viên điền kin Đức, mặc dù họ về đính thứ 4 hay 5 thêm 4 lần.
| Nội dung       | Hạng | Vận động viên   | Vòng loại  | Chung kết  |
| -------------- | ---- | --------------- | ---------- | ---------- |
|                |      |                 |            |            |
| 100 m          | 2    | Fritz Hoffmann  | Không biết | 12,2 giây  |
| 100 m          | –    | Friedrich Traun | Không biết | Bị loại    |
| 100 m          | –    | Kurt Dörry      | Không biết | Bị loại    |
|                |      |                 |            |            |
| 400 m          | 4    | Fritz Hoffmann  | 58,6 giây  | Không biết |
| 400 m          | –    | Kurt Dörry      | Không biết | Bị loại    |
|                |      |                 |            |            |
| 800 m          | –    | Friedrich Traun | Không biết | Bị loại    |
|                |      |                 |            |            |
| 1500 m         | 4    | Karl Galle      | Không có   | 4:39,0     |
|                |      |                 |            |            |
| 110 m vượt rào | –    | Kurt Dörry      | Không biết | Bị loại    |
|                |      |                 |            |            |

| Nội dung     | Hạng | Vận động viên  | Vạch dài nhất |
| ------------ | ---- | -------------- | ------------- |
|              |      |                |               |
| Nhảy xa      | –    | Carl Schuhmann | Không biết    |
|              |      |                |               |
| Nhảy ba bước | 5    | Carl Schuhmann | Không biết    |
| Nhảy ba bước | –    | Fritz Hoffmann | Không biết    |
|              |      |                |               |
| Nhảy cao     | 5    | Fritz Hoffmann | 1,55 m        |
|              |      |                |               |
| Đẩy tạ       | –    | Fritz Hoffmann | Đẩy tạ        |
| Đẩy tạ       | –    | Carl Schuhmann | Không biết    |
|              |      |                |               |

## Xe đạp
Đức chỉ có một huy chương môn xe đạp trong cuộc đua xuất phát đồng hạng đường dài.
| Nội dung            | Hạng | Vận động viên       | Thời gian/Khoảng cách |
| ------------------- | ---- | ------------------- | --------------------- |
|                     |      |                     |                       |
| 333 m               | 5    | Theodor Leupold     | 27,0 giây             |
| 333 m               | 8th  | Joseph Rosemeyer    | 27,2 giây             |
|                     |      |                     |                       |
| 2 km                | –    | Joseph Rosemeyer    | Không hoàn thành      |
|                     |      |                     |                       |
| 10 km               | 4    | Joseph Rosemeyer    | Không biết            |
|                     |      |                     |                       |
| 100 km              | –    | Bernhard Knubel     | Không hoàn thành      |
| 100 km              | –    | Theodor Leupold     | Không hoàn thành      |
| 100 km              | –    | Joseph Rosemeyer    | Không hoàn thành      |
| 100 km              | –    | Joseph Welzenbacher | Không hoàn thành      |
|                     |      |                     |                       |
| 12 giờ đua          | –    | Joseph Welzenbacher | Không hoàn thành      |
|                     |      |                     |                       |
| Xuất phát đồng hạng | 2    | August von Gödrich  | 3:42:18               |
|                     |      |                     |                       |

## Thể dục dụng cụ
Đức chiếm ưu thế trong giải thể dục dụng cụ, chiếm 5 trong số 8 huy chương vàng và được tặng huy chương trong mỗi nội dung.

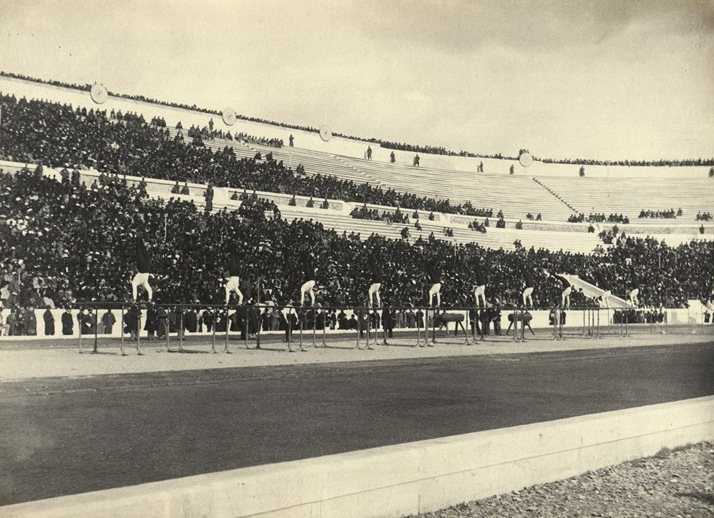
Đội Đức tại môn xà kép

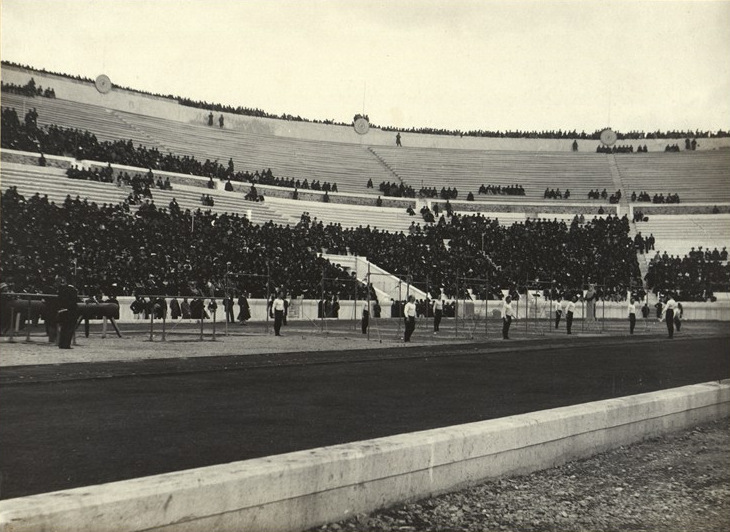
Đội Đức tại môn xà đơn

| Nội dung      | Hạng | Vận động viên       |
| ------------- | ---- | ------------------- |
|               |      |                     |
| Xà kép        | 1    | Alfred Flatow       |
| Xà kép        | –    | Konrad Böcker       |
| Xà kép        | –    | Gustav Flatow       |
| Xà kép        | –    | Georg Hillmar       |
| Xà kép        | –    | Fritz Manteuffel    |
| Xà kép        | –    | Karl Neukirch       |
| Xà kép        | –    | Richard Röstel      |
| Xà kép        | –    | Gustav Schuft       |
| Xà kép        | –    | Carl Schuhmann      |
| Xà kép        | –    | Hermann Weingärtner |
|               |      |                     |
| Xà đơn        | 1    | Hermann Weingärtner |
| Xà đơn        | 2    | Alfred Flatow       |
| Xà đơn        | –    | Konrad Böcker       |
| Xà đơn        | –    | Gustav Flatow       |
| Xà đơn        | –    | Georg Hillmar       |
| Xà đơn        | –    | Fritz Manteuffel    |
| Xà đơn        | –    | Karl Neukirch       |
| Xà đơn        | –    | Richard Röstel      |
| Xà đơn        | –    | Gustav Schuft       |
| Xà đơn        | –    | Carl Schuhmann      |
|               |      |                     |
| Ngựa gỗ       | 1    | Carl Schuhmann      |
| Ngựa gỗ       | 3    | Hermann Weingärtner |
| Ngựa gỗ       | –    | Konrad Böcker       |
| Ngựa gỗ       | –    | Alfred Flatow       |
| Ngựa gỗ       | –    | Gustav Flatow       |
| Ngựa gỗ       | –    | Georg Hillmar       |
| Ngựa gỗ       | –    | Fritz Manteuffel    |
| Ngựa gỗ       | –    | Karl Neukirch       |
| Ngựa gỗ       | –    | Richard Röstel      |
| Ngựa gỗ       | –    | Gustav Schuft       |
|               |      |                     |
| ngựa tay quay | 2    | Hermann Weingärtner |
| ngựa tay quay | –    | Konrad Böcker       |
| ngựa tay quay | –    | Alfred Flatow       |
| ngựa tay quay | –    | Gustav Flatow       |
| ngựa tay quay | –    | Georg Hillmar       |
| ngựa tay quay | –    | Fritz Manteuffel    |
| ngựa tay quay | –    | Karl Neukirch       |
| ngựa tay quay | –    | Richard Röstel      |
| ngựa tay quay | –    | Gustav Schuft       |
| ngựa tay quay | –    | Carl Schuhmann      |
|               |      |                     |
| Vòng treo     | 2    | Hermann Weingärtner |
| Vòng treo     | 5    | Carl Schuhmann      |
| Vòng treo     | –    | Konrad Böcker       |
| Vòng treo     | –    | Alfred Flatow       |
| Vòng treo     | –    | Gustav Flatow       |
|               |      |                     |

| Nội dung | Hạng | Vận động       | Cao nhất    |
| -------- | ---- | -------------- | ----------- |
|          |      |                |             |
| Leo dây  | 3    | Fritz Hoffmann | 12,5 metres |
|          |      |                |             |

| Nội dung        | Hạng | Đội |
| --------------- | ---- | --- |
|                 |      |     |
| Xà kép động đội | 1    | Đức |
|                 |      |     |
| Xà đơn động đội | 1    | Đức |
|                 |      |     |

## Quần vợt
Traun bại trận trước Boland tại vòng 1 của trận đơn. Cả hai lọt vào trận đôi thành 1 cặp, giành huy chương vàng trong giải này như là một phần của đội hỗn hợp; huy chương đó không tính là cho Đức.
| Nội dung | Hạng | Vận động viên                               | Vòng 1 | Tứ kết  | Bán kết | Chung kết |
| -------- | ---- | ------------------------------------------- | ------ | ------- | ------- | --------- |
|          |      |                                             |        |         |         |           |
| Đơn      | 8    | Friedrich Traun                             | Thua   | Bị loại | Bị loại | Bị loại   |
| Đôi      | 1    | Friedrich Traun và · John Pius Boland (GBR) | –      | Thắng   | Qua     | Thắng     |
|          |      |                                             |        |         |         |           |

| Quốc gia đối thủ | Thắng | Thua | Phần trăm |
| ---------------- | ----- | ---- | --------- |
| Hy Lạp           | 2     | 0    | 1,000     |
| Anh Quốc         | 0     | 1    | 0,000     |
|                  |       |      |           |
| Tổng cộng        | 2     | 1    | 0,667     |

## Cử tạ
Schuhmann nâng tạ bằng với số điểm cho huy chương đồng, nhưng hình thức nâng tạ được sử dụng như là cách giải quyết một trận đấu hòa trong cuộc thi.
| Nội dung | Hạng | Vận động viên  | Điểm cao nhất |
| -------- | ---- | -------------- | ------------- |
|          |      |                |               |
| Hai tay  | 4    | Carl Schuhmann | 90,0 kg       |
|          |      |                |               |

## Vật
Schuhmann đầu tiên đối đầu với Launceston Elliot, nhà vô địch cử tạ một tay, đánh bại anh ta một cách dễ dàng. Anh ta được miễn thi trận bán kết, để đối mặt với Georgios Tsitas trong trận chung kết. Trận đấu này dài 2 ngày, sau khi nó bị hoãn vì bảng điểm được ghi trong bóng tối 40 phút trong ngày thứ nhất. Schuhmann chiến thắng một cách nhanh chóng vào ngày thứ 2.
| Nội dung     | Hạng | Vận động viên  | Tứ kết | Bán kết | Chung kết |
| ------------ | ---- | -------------- | ------ | ------- | --------- |
|              |      |                |        |         |           |
| Hy Lạp-La Mã | 1    | Carl Schuhmann | Thắng  | Cho qua | Thắng     |
|              |      |                |        |         |           |

| Quốc gia đối thủ | Thắng | Thua | Phần trăm |
| ---------------- | ----- | ---- | --------- |
| Anh              | 1     | 0    | 1,000     |
| Hy Lạp           | 1     | 0    | 1,000     |
|                  |       |      |           |
| Tổng cộng        | 2     | 0    | 1,000     |